# Raad Hammoudi
Raad Hammoudi Salman (arabe : رعد حمودي) (né le 20 avril 1953 à Bagdad en Irak) est un joueur de football international irakien, qui évoluait au poste de gardien de but.

## Biographie

### Carrière en sélection
Avec l'équipe d'Irak, il joue 132 matchs (pour aucun but inscrit) entre 1976 et 1987. 
Il figure dans le groupe des sélectionnés lors de la coupe du monde de 1986. Lors du mondial, il joue deux matchs : contre le Paraguay et la Belgique.
Il participe également aux JO de 1984. Il joue trois matchs lors du tournoi olympique.

## Palmarès
Al Shorta
| - Championnat d'Irak (1) : - Champion : 1979-80. - Coupe d'Irak : - Finaliste : 1977-78. |  | - Coupe d'Asie des clubs champions : - Finaliste : 1971. |